# Abderraouf Zarabi
Abderraouf Zarabi (Argel, 26 de Março de 1979) é um futebolista argelino que defende o clube francês Nîmes Olympique.